# Забједово
Забједово (слч. Zábiedovo) насељено је мјесто са административним статусом сеоске општине (слч. obec) у округу Тврдошин, у Жилинском крају, Словачка Република.

## Становништво
| Година:    | 1994. | 2004.   | 2014.   | 2024.    |
| ---------- | ----- | ------- | ------- | -------- |
| Број људи: | 743   | 786     | 825     | 978      |
| Разлика:   |       | +5,78 % | +4,96 % | +18,54 % |

| Година:    | 2023. | 2024.   |
| ---------- | ----- | ------- |
| Број људи: | 952   | 978     |
| Разлика:   |       | +2,73 % |

Према подацима о броју становника из 2024. године насеље је имало 978 становника.